# Polyschides spectabilis
Polyschides spectabilis är en blötdjursart som först beskrevs av Addison Emery Verrill 1885.  Polyschides spectabilis ingår i släktet Polyschides och familjen Gadilidae. Inga underarter finns listade i Catalogue of Life.